# Republiek China op de Olympische Zomerspelen 1932
De Republiek China debuteerde op de Olympische Spelen tijdens de Olympische Zomerspelen 1932 in Los Angeles, Verenigde Staten. De atleet Liu Changchun was de enige deelnemer. Destijds oefende de republiek het gezag uit over het vasteland van China.

## Deelnemers en resultaten

### Atletiek
| Olympiër      | Discipline | Resultaat | Prestatie            |
| ------------- | ---------- | --------- | -------------------- |
| Liu Changchun | 100m (m)   | 28e       | serie 2: 5de in 11,5 |
| Liu Changchun | 200m (m)   | 25e       | serie 3: 4de in 23,4 |

Argentinië · Australië · België · Brazilië · Brits-Indië · Canada · Colombia · Denemarken · Duitsland · Estland · Filipijnen · Finland · Frankrijk · Griekenland · Groot-Brittannië · Haïti · Hongarije · Ierland · Italië · Japan · Joegoslavië · Letland · Mexico · Nederland · Nieuw-Zeeland · Noorwegen · Oostenrijk · Polen · Portugal · Republiek China · Spanje · Tsjecho-Slowakije · Uruguay · Verenigde Staten · Zuid-Afrika · Zweden · Zwitserland